# 克布拉喬 (烏拉圭)
31°56′10″S 57°54′10″W / 31.93611°S 57.90278°W
克布拉喬（西班牙語：Quebracho），是烏拉圭的城鎮，位於該國西部，由派桑杜省負責管轄，處於派桑杜東北面52公里，始建於1912年，海拔高度70米，2011年該鎮人口2,853。